# Ed O'Bannon
Ed O'Bannon (Los Angeles, 14 de agosto de 1972) é um ex-jogador norte-americano de basquete profissional que atuou na  National Basketball Association (NBA). Foi o número 9 do Draft de 1995.